# Justizvollzugsanstalt Göttingen

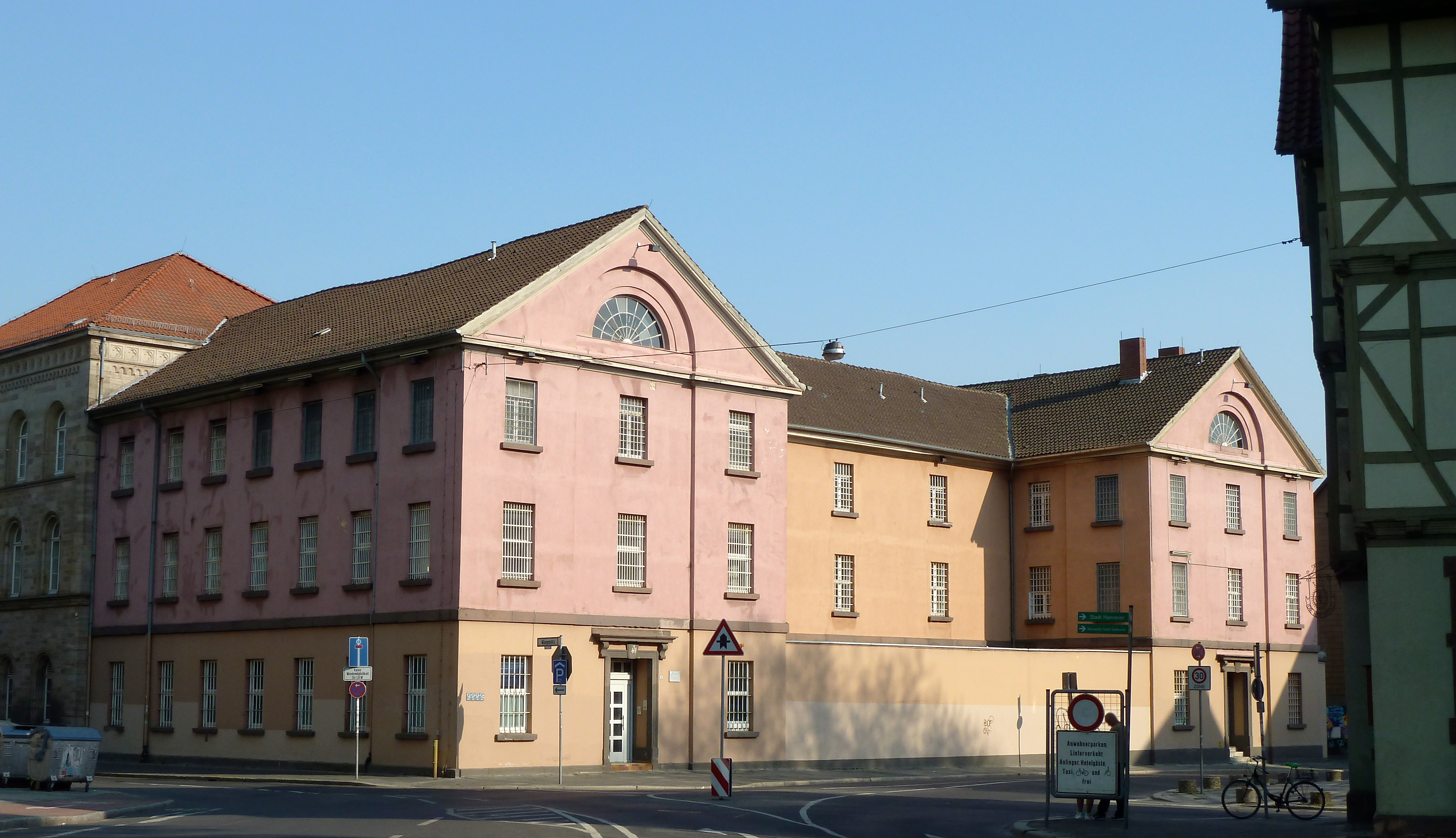
Ehemalige Justizvollzugsanstalt Göttingen, 2011

Die Justizvollzugsanstalt Göttingen ist ein 1833–1835 in der Innenstadt von Göttingen errichtetes und 1836 in Betrieb genommenes, ehemaliges Amtshaus und Gefängnis. Das denkmalgeschützte Gebäude gilt als „eines der ersten Reformgefängnisse in Deutschland“. 1972 wurde es in Justizvollzugsanstalt (JVA) umbenannt und bis 2007 als solche genutzt. Seither steht es leer, wurde 2008 von der Stadt Göttingen erworben, um die weitere Entwicklung steuern zu können, was sich zerschlug. 2024 wurde die Immobilie von der Stadt Göttingen zum Kauf angeboten.

## Lage

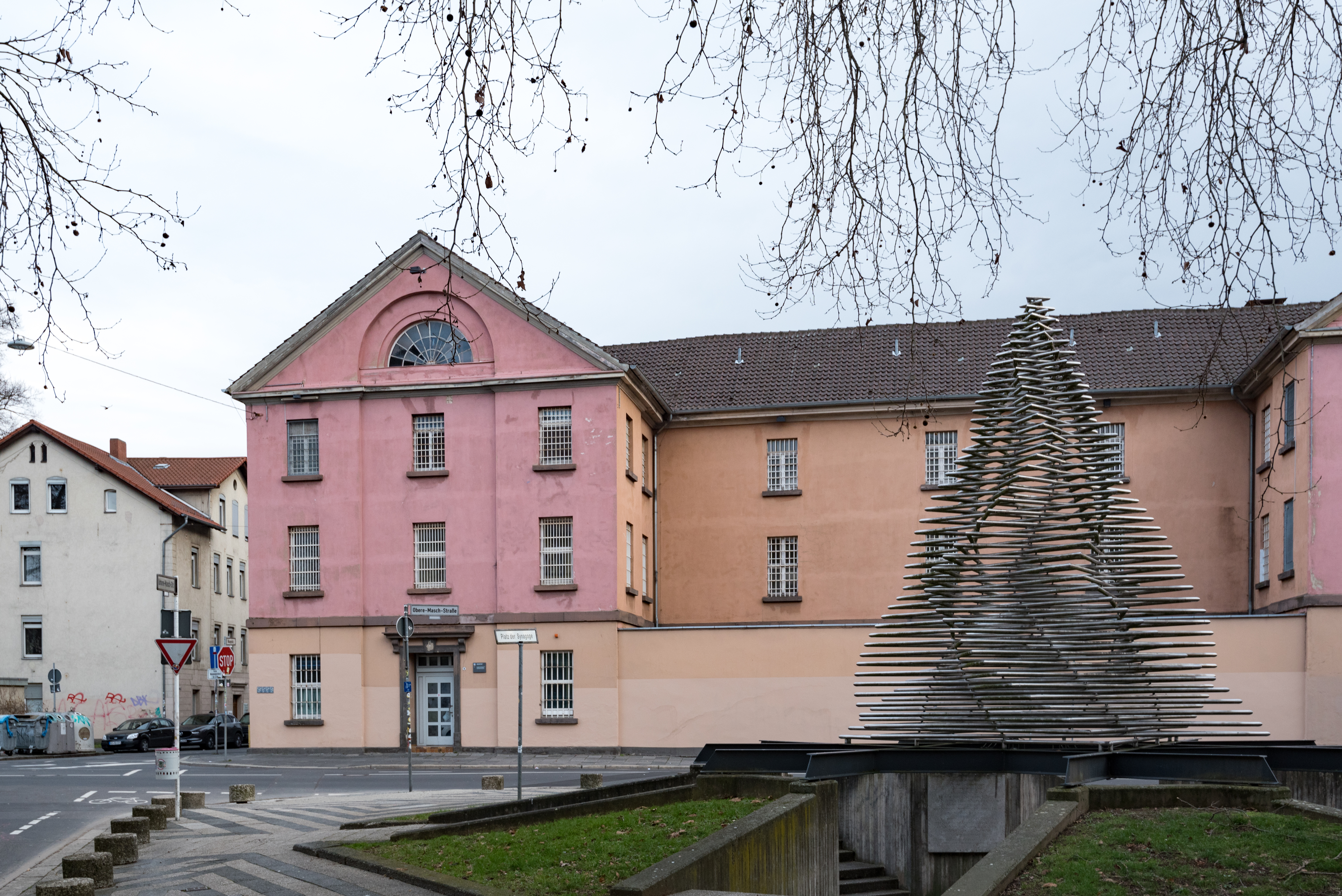
Mahnmal auf dem Platz der Synagoge

Das Gebäude mit der Adresse Obere-Masch-Straße 9 steht am nordwestlichen Rand der Altstadt im erst spät bebauten Maschviertel an der Ecke von Obere-Masch-Straße und Reitstallstraße, wo es zunächst als freistehender Solitär errichtet wurde. Der Bau lehnt sich heute an die Rückseite des erst rund 20 Jahre später entstandenen Obergerichts Göttingen (Waageplatz 7) an. Ab 1872 war die Alte Synagoge ein benachbartes Bauwerk des Gefängnisses. Nach ihrer Zerstörung beim Novemberpogrom 1938 wurde auf dem dreieckigen Platz neben der Alten Synagoge 1973 das heute westlich vor dem Gefängnisbau stehende  Mahnmal Synagoge eingeweiht.
Das Gefängnis steht heute auf einem rechteckigen Grundstück von rund 1000 m² Fläche und ist ein dreigeschossiger Massivbau mit Putzfassaden auf H-förmigem Grundriss. Die Gebäudenutzfläche beläuft sich auf fast 1300 m². Vorne westlich, rechts südlich und hinten östlich befinden sich drei Höfe, wobei die beiden Höfe an den Straßenseiten mit hohen Mauern Spazierhöfe für Gefangene waren.

## Geschichte und Beschreibung

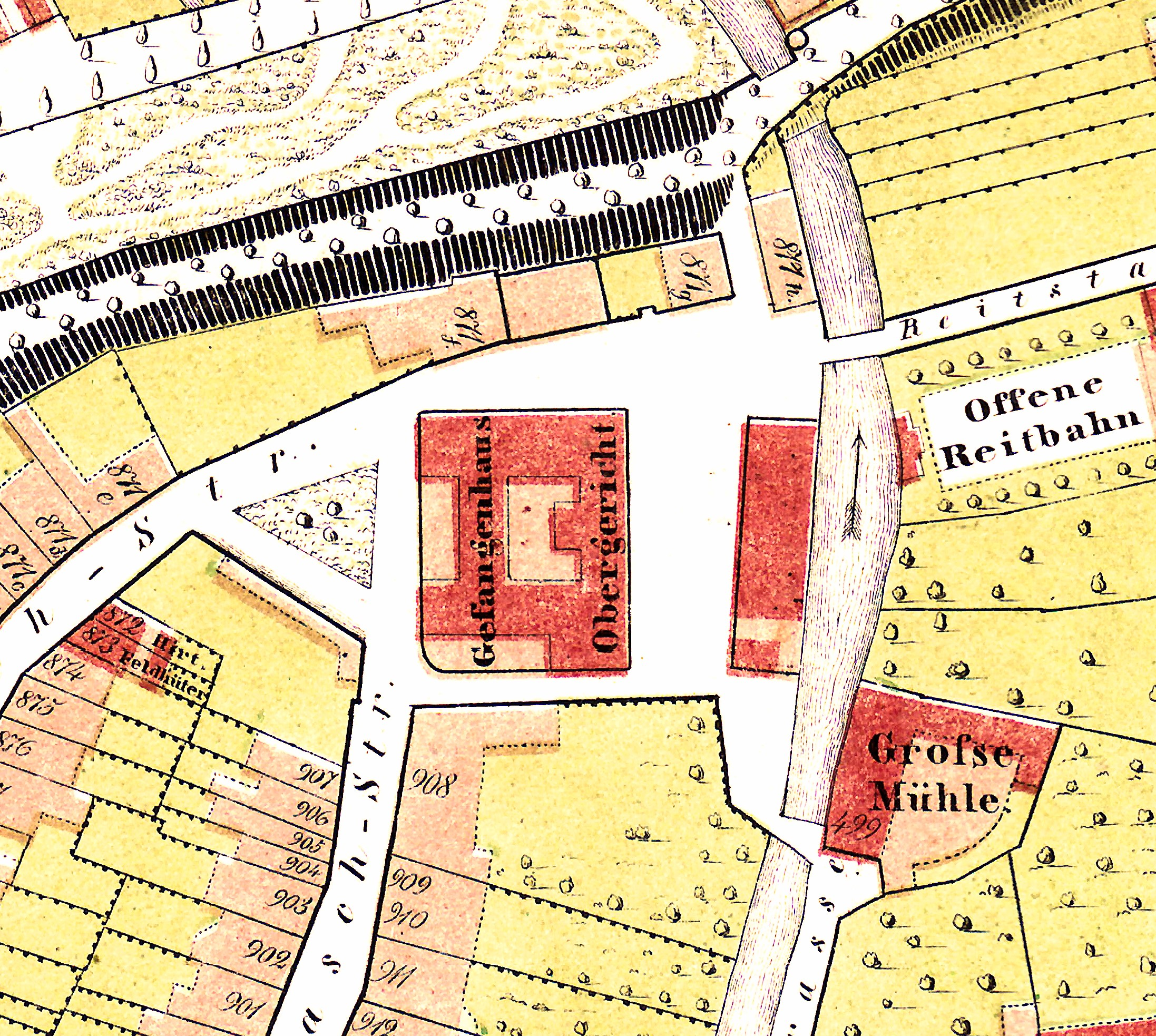
Mittig der rote Gebäudekomplex von Gefängnis und Obergericht auf einem Stadtplan von 1864

Das Gefängnis wurde als Amt- und Criminal Gefangenhaus nach Entwürfen des Architekten, Landbauinspektors und Stadtbaumeisters Otto Praël in den Jahren 1832 bis 1835 erbaut. Ausführender Bauunternehmer war Christian Friedrich Andreas Rohns, dem früher irrtümlich auch der Entwurf zugeschrieben wurde.
Hintergrund und Ursache der Entstehung war eine Verwaltungs- und Justizreform im Königreich Hannover, in deren Folge erstmals ein Amtshaus für das neu gebildete Amt Göttingen benötigt wurde, das institutioneller Vorläufer des heutigen Landkreises Göttingen und dessen Kreishauses ist. Dazu gehörten auch Aufgaben eines Gerichts mit entsprechenden Räumlichkeiten. Dieser Teil wurde funktional verknüpft mit einem bis dahin ebenfalls fehlenden, modernen Gefängnisbau. Die Doppelfunktion als Amtshaus und Gefängnis ist dem Bau bis heute auch von außen ablesbar und bedingt die zwei getrennten Haupteingänge an der westlichen Hauptfassade.
Nach Vorarbeiten einer älteren Planung des Oberlandbaumeisters Friedrich Wilhelm Böttcher († 1816) entwarf Praël auf Anweisung der Domänenkammer Hannover 1833 ein völlig neuartiges und stadtbildprägendes Projekt als dreigeschossigen Massivbau auf einem H-förmigen Grundriss. Im Nordflügel brachte er die Verwaltungs- und Gerichtsräume unter, im Mittel- und Südtrakt die Gefängnisräume. Die trotz der Anweisung zu einer kostensparenden, besonders schlichten Gestaltung von Praël entworfenen Putzfassaden erhielten eine ausdrucksstarke klassizistische Anmutung, die sich gestalterisch an Formen der französischen Revolutionsarchitektur anlehnte. Dies zeigt sich an den flachen Rundbogennischen, welche die giebelständigen Stirnseiten der Seitenflügel in voller Höhe durchlaufen. Gestalterisch ähnlich zeigt sich der Mittelrisalit der Neuen Kaserne (heute Stadthaus am Hiroshimaplatz), die vor dem Geismartor ebenfalls von Praël und Rohns 1834/1835 errichtet wurde. Eine historische Fotografie des Amt- und Gefangenenhauses von 1909 zeigt, dass die Fassaden ehemals mit einer eleganten Putzquaderung gestaltet waren. Nach außen zeigt sich die Sicherungsfunktion des Gebäudes zeugnishaft in dicken Mauern sowie vergitterten und teilweise hochliegenden Fenstern. Im Innern spiegeln die Grundrisse die ursprüngliche Doppelfunktion wider: Während die kleinteiligen Gefängnistrakte besonders starke Massivtrennwände aufweisen, sind die Trennwände der Verwaltungs- und Gerichtsbereiche aus leichtem Holzfachwerk. Das Gebäude zählt laut Niedersächsischem Landesamt für Denkmalpflege zu den architektonisch herausragenden klassizistischen Baudenkmalen in Südniedersachsen und steht seit 1982 unter Denkmalschutz.
Nachdem die Amts- und Gerichtsfunktionen immer mehr zunahmen und hierfür an anderer Stelle eigene Ersatzbauten geschaffen wurden (1854–1856: Obergericht Waageplatz 7, heute Staatsanwaltschaft;1862: Amtshaus Nikolaistraße 29), dehnte sich innerhalb des Gebäudes die Gefängnisfunktion vollständig aus. Durch den Anbau des Obergerichts an der Ostseite verlor der Ursprungsbau des Amt- und Gefangenenhauses seine Stellung als Solitär am Waageplatz, zudem seine Ostfassade und den größten Gefängnishof und wird seitdem als Doppelgebäude aus JVA und Staatsanwaltschaft zusammen wahrgenommen.

## Gefängnisnutzung
Die Gefängnisfunktion diente den Göttinger Gerichten, wie Amtsgericht Göttingen und Obergericht Göttingen bzw. Landgericht Göttingen, zur Unterbringung von Gefangenen bzw. Verurteilten und wurde deswegen als Gerichtsgefängnis bezeichnet. 1856 waren im Gefängnis (über das Jahr verteilt) insgesamt 1922 Personen inhaftiert, darunter 233 Untersuchungshäftlinge. 1930 konnte das Strafgefängnis mit 56 Personen belegt werden; die durchschnittliche Tagesbelegung 1928/28 betrug 38,73 Personen; einen Großteil machten 207 Untersuchungsgefangene aus. Während des Zweiten Weltkriegs belief sich die gleichzeitige Belegung um 1942 auf 40 bis 100 Personen. Innerhalb eines Jahres (April 1943 bis April 1944) saßen in dem Gefängnis 537 Häftlinge ein, darunter 65 Zwangsarbeiter und 136 Zwangsarbeiterinnen. Sie wurden auch während ihrer Haftzeit zur Zwangsarbeit eingesetzt, wie zum Bau militärischer Anlagen. In der Zeit des Zweiten Weltkriegs erfolgten die Einweisungen in das Gerichtsgefängnis in der Regel durch die Gestapo.
1972 wurde das Gerichtsgefängnis in Justizvollzugsanstalt Göttingen umbenannt. Es wurde vom Land Niedersachsen zur Unterbringung von Untersuchungshäftlingen genutzt. Die Unterbringungsbedingungen galten wegen der kleinen Zellen und der regelmäßigen Überfüllung der Anstalt als unzumutbar. Anfang der 1980er Jahre protestierten Häftlinge mit Hungerstreiks gegen die menschenunwürdige Unterbringung. Ab den 1990er Jahren kam es mehrfach zu Gefängnisausbrüchen und Ausbruchsversuchen. Dabei wurden unter anderem Gitterstäbe der Zellenfenster durchsägt und steinerne Zellenwände durchbrochen.

## Leerstand
Durch den Bau der südlich außerhalb von Göttingen gelegenen JVA Rosdorf wurde das Gefängnis ab 2007 nutzlos und stand seither leer. Im Jahr 2008 erwarb die Stadt das Bauwerk vom Land Niedersachsen. Danach gab es mehrere Ideen zur Nachnutzung als Museum, Studentenwohnheim, Hostel und Coworking-Space, was nicht verwirklicht wurde. Seit etwa 2019 besteht eine Anwohnerinitiative, die eine Nutzung des Gefängnisbaus als soziales Zentrum fordert. Im Jahr 2022 besetzten Aktivisten einer Gruppe „Autonome Stadtverwaltung Göttingen“ das Gebäude bei einem Tag der offenen Tür, um eine Umwandlung in ein soziales Zentrum zu erreichen. Die Polizei beendete die friedlich verlaufende Besetzung nach wenigen Tagen.

## Geplanter Verkauf
Nach 17 Jahren des Leerstands und zeitweiser Nutzung als Lager bot die Stadt Göttingen den Gebäudekomplex 2024 für ein Mindestgebot von 140.000 Euro zum Kauf an. Voraussetzung für den Erwerb war die Vorlage eines Nutzungskonzepts, das zum innerstädtischen Umfeld passt. Ebenso muss der Denkmalschutz beachtet werden. Geschützt sind insbesondere der historische Grundriss und die Gefängniszellen in einem Trakt. Die Vergitterung der Fenster sollte erhalten bleiben, weil sie ein hervorstechendes Merkmal und Zeugnis der früheren Gebäudenutzung sind. Die zu erwartenden Sanierungsarbeiten werden mit einem siebenstelligen Betrag beziffert. Zunächst gab es sechs Bewerber, von denen fünf Bewerber Angebote zur Übernahme und Umnutzung des früheren Gefängnisbaus einreichten. 2025 stellten drei verbliebene Interessenten ihre Konzepte im Göttinger Bauausschuss vor. Darunter ist der Verein Soziales Zentrum Göttingen, der unter dem Begriff „Soziales Zentrum“ dort einen Ort für Veranstaltungen, Gesundheit und Jugendarbeit einrichten möchte. Ein Interessent plant eine Gastronomie der Einbecker Brauerei und ein weiterer beabsichtigt Gewerbe, Büros und Wohngemeinschaften im Gebäude unterzubringen. 2025 brach die Stadt Göttingen das Vergabeverfahren ab und will eine Machbarkeitsstudie für 180.00 Euro einholen.